# Liste der Bau- und Bodendenkmale in Cottbus
Die Liste der Bau- und Bodendenkmale in Cottbus enthält die Kulturdenkmale (Bau- und Bodendenkmale) in der kreisfreien Stadt Cottbus. Grundlage der Einzellisten sind die in den jeweiligen Listen angegebenen Quellen. Die Angaben in den einzelnen Listen ersetzen nicht die rechtsverbindliche Auskunft der zuständigen Denkmalschutzbehörde.
- Baudenkmale
- Bodendenkmale